# Orbital Maneuvering Vehicle

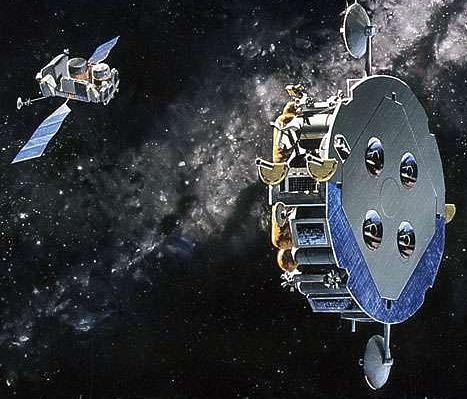
OMV con el satélite CGRO al fondo.

Orbital Maneuvering Vehicle o OMV fue un proyecto de remolcador espacial de la NASA estudiado durante los años 1980.
OMV habría sido un componente importante de la estación espacial planeada en 1984 por la NASA. Su función habría sido la de "remolcador" para cortas distancias, moviendo cargas en las cercanías de la estación y del transbordador espacial.
En julio de 1984 la NASA concedió tres contratos de un millón de dólares para realizar estudios sobre el OMV a las empresas Vought, Martin Marietta y TRW. El coste total de desarrollo para la nave se estimón en 400 millones de dólares.
TRW ganó el contrato para pasar a la fase B del OMV, consistente en 205 millones de dólares para proseguir el estudio y hacer pruebas. La nave proyectada por TRW llevaría un módulo de propulsión que sería devuelto a la Tierra en el transbordador espacial para ser reabastecido una vez realizadas sus misiones. Para misiones más exigentes la nave podría utilizar tanques más grandes de propelente. El OMV podría unirse al servicio de vuelo telerrobótico (Flight Telerobotic Service) para crear el servidor robótico de satélites (Robotic Satellite Servicer).
Finalmente el proyecto fue cancelado en 1987, tras haberse disparado el presupuesto a 465 millones de dólares.